# Zaidín
Zaidín là một đô thị trong tỉnh Huesca, Aragon, Tây Ban Nha. Theo điều tra dân số 2004 (INE), đô thị này có dân số là 1.721 người.
| 1900  | 1910  | 1930  | 1940  | 1950  | 1960  | 1970  | 1981  | 1986  | 1992  | 1999  | 2004  |
| ----- | ----- | ----- | ----- | ----- | ----- | ----- | ----- | ----- | ----- | ----- | ----- |
| 1.868 | 2.043 | 1.888 | 1.838 | 2.040 | 2.099 | 1.952 | 1.831 | 1.865 | 1.762 | 1.682 | 1.721 |